# Сегре, Эмилио Джино
Эмилио Джино Сегре (итал. Emilio Gino Segrè; 1 февраля 1905, Тиволи, Италия — 22 апреля 1989, Лафейетт, Калифорния, США) — американский физик, профессор, лауреат Нобелевской премии по физике (в 1959 году, совместно с Оуэном Чемберленом «за открытие антипротона»).

## Биография
Родился в еврейской семье, в Италии. Среднее образование получил в лицее Мамиани, в Риме (1922). В 1922—1927 годах учился на инженерном факультете Римского университета. Потом специализировался на физическом факультете, где познакомился с Энрико Ферми. Под руководством Ферми написал диссертационную работу и получил степень доктора наук (1928).
После окончания учёбы был в итальянской армии и уже офицером вернулся в Римский университет. Был стипендиатом Рокфеллеровского фонда и занимался наукой вместе со знаменитыми физиками Отто Штерном (Гамбург) и Питером Зееманом (Амстердам). Становится адъюнкт-профессором на кафедре Ферми. В 1936 году назначен деканом физического факультета Университета Палермо и посещает США для работы на циклотроне в Калифорнийском университете в Беркли. В 1938 году он вторично приезжает в США для работы с Дэйлом Р. Корсоном и К. Р. Маккензи. Летом 1938 году в связи с принятием в Италии антисемитских законов Сегре принимает решение остаться в США. В 1944 году он получает американское гражданство.
В начале своей деятельности Сегре выполнил важные исследования в области спектроскопии запрещённых линий и эффектов Зеемана и Штарка. Войдя в группу Энрико Ферми, он становится одним из первооткрывателей в области нейтронной физики, сыгравшей решающую роль в производстве ядерной энергии. Сегре вместе с коллегами в 1936 году искусственным путём выделил и идентифицировал практически не встречающийся в естественном виде химический элемент с атомным номером 43 (технеций), получивший применение как медицинский препарат в радиографии. В 1938 году синтезировал искусственный элемент с атомным номером 85, получивший название астат. В 1940 году открыл плутоний-239 (с атомным номером 94), оказавшийся делящимся материалом, который стал главным источником энергии в первой атомной бомбе.

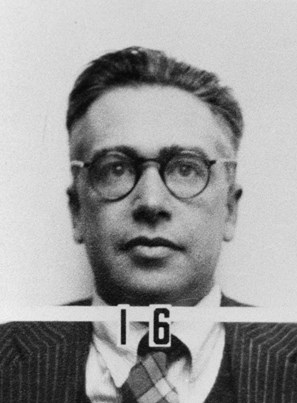
Фотография Эмилио Сегре из архива Лос-Аламоса

Во время войны (с 1943 по 1946 год) Сегре работал в Лос-Аламосской национальной лаборатории, принимая участие в Манхэттенском проекте. В 1950-х годах Сегре и Оуэн Чемберлен экспериментально подтвердили существование предсказанного П. Дираком и другими физиками-теоретиками антипротона и показали, что он рождается не отдельно, а в аннигилирующих парах протон-антипротон. Выступая в качестве популяризатора физики, Сегре выпустил биографическую работу об Энрико Ферми и другие книги.
За открытие антипротона Сегре (совместно с Чемберленом) была присуждена Нобелевская премия по физике (1959). Сегре удостоен медали Августа Вильгельма фон Хофмана Немецкого академического общества, премии Станислао Канницаро Итальянской национальной академии наук.
Сегре являлся академиком или почётным членом следующих научных организаций
- Национальная академия наук США
- Итальянская национальная академия наук
- Американское философское общество
- Американское физическое общество
- Итальянское физическое общество
- Американская академия наук и искусств
- Индийская академия наук
- Гейдельбергская академия наук
- Уругвайское научное общество
- Национальная академия наук Перу

Сегре был заслуженным профессором Римского университета, ему были присвоены почётные степени университетов Палермо, Сан-Марко в Лиме, Тель-Авива, колледжа Густава Адольфо.
В 1968 году стал великом офицером ордена «За заслуги перед Итальянской Республикой».